# Hohenbeilstein
Hohenbeilstein ist eine Höhenburg auf einer Anhöhe über der Stadt Beilstein am Südrand des Landkreises Heilbronn in Baden-Württemberg.

## Geschichte

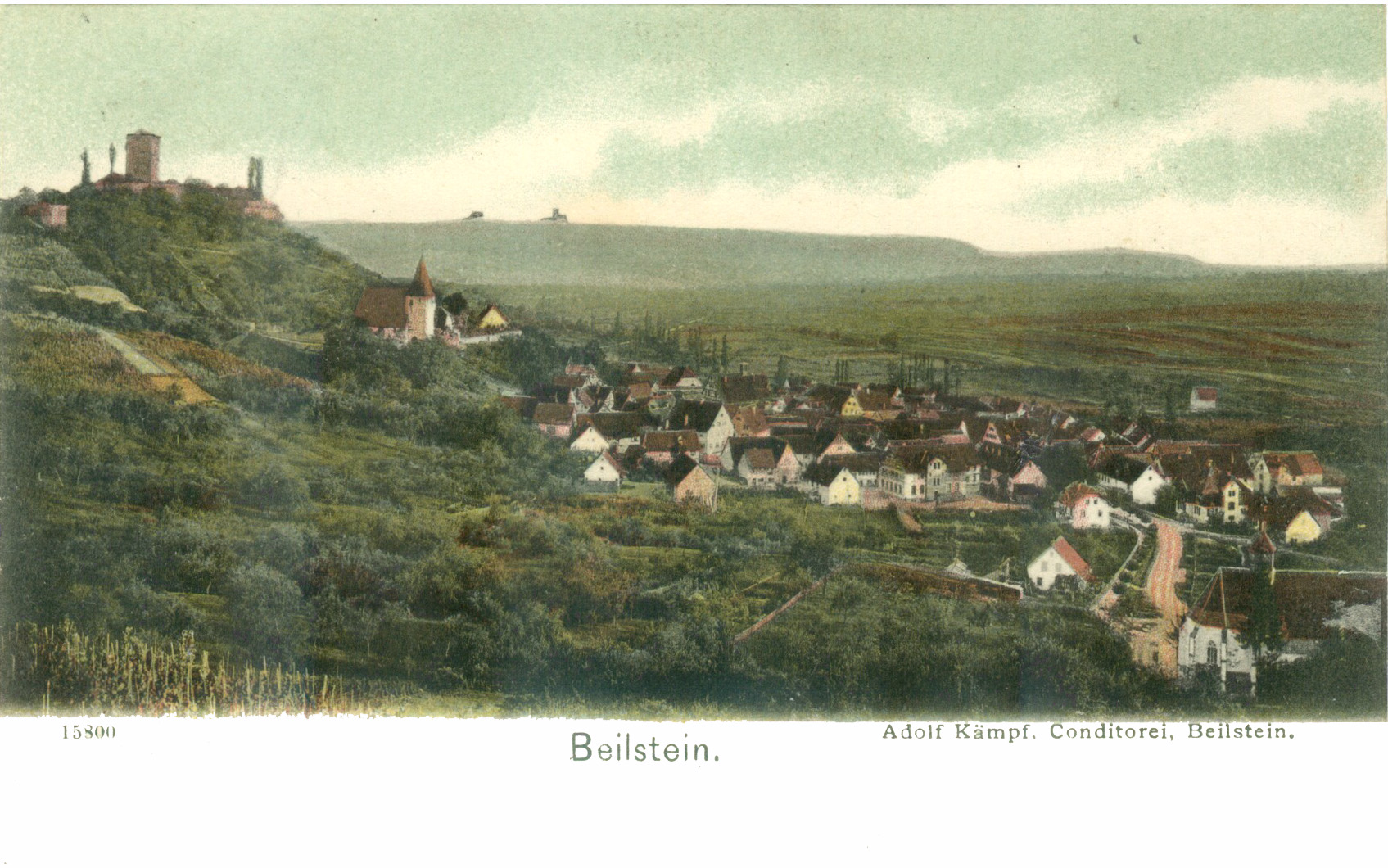
Burg Hohenbeilstein oberhalb von Beilstein, Ansicht um 1900

Ihre Ursprünge liegen im 11. Jahrhundert; die ältesten heute noch sichtbaren Bestandteile stammen aus dem 13. Jahrhundert. Bergfried und Ringmauer weisen übereinstimmende Steinmetzzeichen auf, die sich auch in ähnlicher Form an den Burgen Lichtenberg, Helfenberg, Liebenstein und Neipperg finden, so dass an der Burg in Beilstein wohl in der gleichen Ausbauzeit wie an den vorgenannten Burgen gebaut wurde. Ursprünglich wohl durch die Grafen von Calw erbaut, scheint sich die Burg im 13. Jahrhundert im Besitz der Markgrafen von Baden befunden zu haben, kam dann an die Grafen von Württemberg, danach zeitweilig an die Grafen von Tübingen-Asperg und um 1340 dauerhaft zu Württemberg. In der Folgezeit wurde sie mehrfach belagert und zerstört, unter anderem durch aufrührerische Bauern 1525 und im Pfälzischen Erbfolgekrieg (1688 bis 1697) durch die Franzosen.
Die Burg war in früher württembergischer Zeit Sitz des württembergischen Vogts, bevor im späten 15. Jahrhundert Amtsgebäude auf halber Höhe zwischen Burg und Stadt errichtet wurden. Die Amtsgebäude fielen dem 1693 von französischen Truppen im Pfälzischen Erbfolgekrieg gelegten Stadtbrand zum Opfer und wurden beim Wiederaufbau 1699 in die Stadtmitte beim Rathaus verlegt. Die Burg und die alten Amtsgebäude fristeten danach ein Dasein als Ruinen oder als notdürftig wiederhergestellte Lagergebäude.
Bei der Umsetzung der neuen Verwaltungsgliederung im Königreich Württemberg wurde Hohenbeilstein 1810 ebenso wie Beilstein dem Oberamt Marbach zugeordnet.
Die Burg verblieb im Besitz des württembergischen Staates, bevor sie 1836 der Oberkonsistorialrat Immanuel Niethammer (1766–1848) für 600 Gulden erwarb.
1898 erwarb der Unternehmer Robert Vollmöller die Burg für 10.000 Mark. In den Folgejahren kaufte er zahlreiche weitere umliegende Grundstücke des Burgbergs hinzu. Auf ihn geht die Wiederherstellung von Teilen der Anlage sowie der Bau des auf den Grundmauern des früheren Amtshauses errichteten Unteren Schlosses in den Jahren 1906–1908 nach Plänen von Albert Benz zurück. Benz war unterstützt von dem Burgenforscher Otto Piper und dem Architekten Bodo Ebhardt auch als leitender Architekt für den vollständigen Wiederaufbau der Burg vorgesehen. Im Laufe seiner Investitionen und Aktivitäten in Beilstein wurde Vollmöller jedoch immer weniger gut gelitten. Die Weingärtner fürchteten Konkurrenz und die Stadtväter wollten sich nicht mit der Idee einer Vollmöllerschen Fabrik in Beilstein anfreunden. Der als Rohbau wiederhergestellte Kavaliersbau der Burg sowie einige weitere Bauten innerhalb der Anlage fielen im Jahr 1908 einer Brandstiftung zum Opfer. Vollmöller plante weiter an der Wiederherstellung der Burg und ließ dazu 1911 ein Buch von August Holder über Hohenbeilstein und seine Geschichte herausgeben, das auch zahlreiche Fotos von der herrschaftlichen Unteren Burg (die im Wesentlichen dem Schlösschen in Höpfigheim nachempfunden ist) als Beispiele für einen gelungenen Bau im Stil der frühneuzeitlichen Burgen-Architektur und als Vorgeschmack auf den geplanten Wiederaufbau der Burg enthielt. Doch im Jahr 1911, als das Buch erschien, verstarb Vollmöller an einer Gefäßkrankheit, so dass der weitere Wiederaufbau der Burg nicht realisiert wurde.

## Anlage

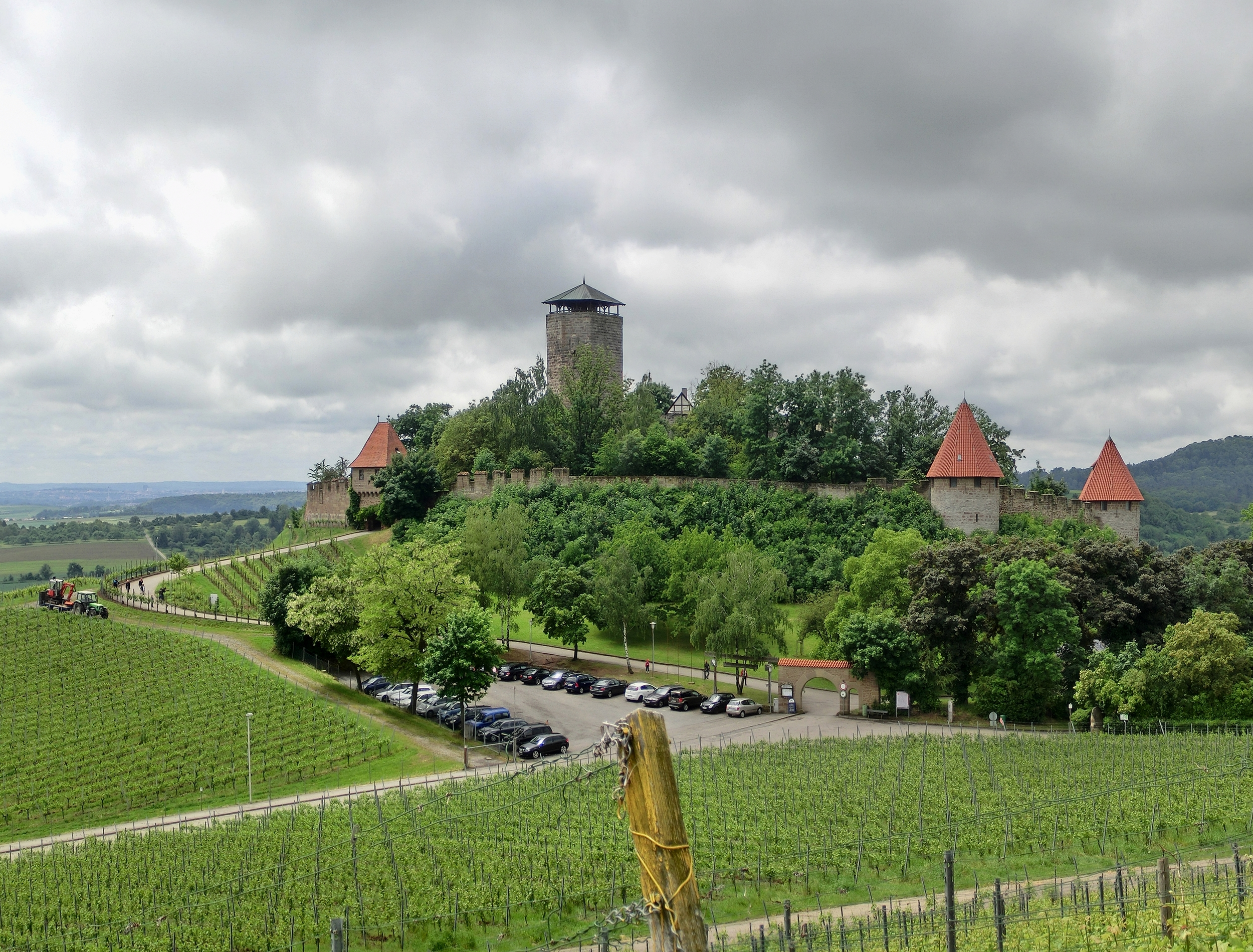

Die Burg besteht heute aus dem so genannten „Langhans“, einem 28 Meter hohen, fünfeckigen Bergfried, der als Aussichtsturm bestiegen werden kann, einer 2,5 Meter dicken Schildmauer sowie mehreren Nebengebäuden im Bereich der Vorburg, die heute als Falknerei und Gaststätte genutzt werden. Der ursprüngliche Palas ist nicht erhalten, das heutige Gaststättengebäude ist ein Bau von Albert Benz.
Von der Burg führen Schenkelmauern zur Stadt hinunter, die in Teilen noch original erhalten sind. Der Turm am Ende der südlichen Schenkelmauer, die Tore in den Mauern, das Torhaus der äußeren Ringmauer und die Dächer der beiden Rundtürme sind ebenfalls Rekonstruktionen von Albert Benz.